# 厚嘴绿鸠
厚嘴绿鸠（学名：Treron curvirostra）为鸠鸽科绿鸠属的鸟类，俗名厚咀绿鸠、粗嘴绿鸠、青咖追。分布于喜马拉雅山脉南坡各国、南亚次大陆、中南半岛、菲律宾、马来半岛以及中国大陆的云南、廣東、广西、海南等地，一般栖息于山地或丘陵的原始森林、次生林中、多栖于乔木上以及偶见于灌木丛间。该物种的模式产地在马来西亚马六甲。

## 保护
- 中国国家重点保护动物等级：二级

## 亚种
- 厚嘴绿鸠海南亚种（学名：Treron curvirostra hainana），是中国的特有物种。分布于海南等地。该物种的模式产地在海南五指山。[3]
- 厚嘴绿鸠云南亚种（学名：Treron curvirostra nipalensis）。分布于喜马拉雅山脉东段南坡各国、南抵印度至中南半岛以及中国大陆的云南、广西等地。该物种的模式产地在尼泊尔。[4]
- 厚嘴绿鸠指名亚种（学名：Treron curvirostra curvirostra）